# Agrodiaetus baltazardi
Agrodiaetus baltazardi är en fjärilsart som beskrevs av De Lesse 1963. Agrodiaetus baltazardi ingår i släktet Agrodiaetus och familjen juvelvingar. Inga underarter finns listade i Catalogue of Life.